# The Traveling Wilburys
The Traveling Wilburys — супергруппа, участниками которой являлись Джордж Харрисон, Боб Дилан, Том Петти, Рой Орбисон и Джефф Линн. За короткое время существования группа записала два альбома.

## История
Всё началось с совместной трапезы Роя Орбисона, Джорджа Харрисона и Джеффа Линна, которые находились в студии Боба Дилана в Санта-Монике, штат Калифорния для записи нового трека в качестве би-сайда для сингла Джорджа «This Is Love». Привлечение Тома Петти было случайным — Джордж оставил свою гитару у него дома. Песня, которую они хотели записать, называлась «Handle with Care». Но звукозаписывающая компания сразу же поняла, что эта песня была слишком хороша, чтобы издавать её как дополнение к синглу.
Музыкантам так понравилось работать друг с другом, что они решили сделать альбом все вместе. Альбом, песни для которого написали все участники группы, был записан всего за 10 дней, потому что Дилан должен был ехать в тур. Пластинка была выпущена в октябре 1988 года под названием «Traveling Wilburys Vol. 1»; имена музыкантов на ней были изменены на псевдонимы, которые предполагали родство с сэром Чарльзом Трускоттом Вилбури.
Этот альбом в 1989 году попал в список 100 самых лучших альбомов 1980-х годов журнала «Rolling Stone» и занял в нём место под номером 70. Позже работа музыкантов была номинирована на премию «Грэмми» в категории «Альбом года». Смерть Роя Орбисона 6 декабря 1988 года стала причиной, по которой дальнейшее прежнее сотрудничество стало невозможным, но группа продолжила существовать и без него. Коллектив даже сделал видео на песню «End Of The Line». Во время припева, в котором поёт Орбисон, зритель видит кресло-качалку, на котором стоит гитара музыканта, а затем одну из его предсмертных фотографий.
«Wilburys» — сленговый термин, придуманный Харрисоном и Линном во время записи альбома «Cloud Nine». Он обозначал ляпы, которые можно будет убрать во время процесса микширования; появился в результате фразы «We’ll bury' them in the mix» (Мы уберём их во время микширования). Этот термин позже был использован снова, когда вся группа была в сборе. Харрисон предложил назвать коллектив «The Trembling Wilburys», но остальные предложили поменять прилагательное на «Traveling».
После смерти Роя Орбисона в прессе появились слухи о том, что американский певец Дел Шеннон может присоединиться к группе, но его самоубийство в феврале 1990 года поставило крест на подобных догадках. Том Петти позже сказал, что музыканты коллектива никогда и не думали искать замену Рою.
Бесплатный сингл, который назывался «Nobody's Child», должен был привлечь внимание к детям-сиротам в Румынии; он вышел в начале 1990 года. В октябре того же года вышел второй альбом группы под названием «Traveling Wilburys Vol. 3». Однако этот альбом был встречен публикой не очень тепло.
Причиной выхода пластинки с номером 3 после номера 1 может являться то, что, по некоторым предположениям, альбом Тома Петти под названием «Full Moon Fever» как раз и являлся вторым альбомом, так как в записи приняли участие Харрисон, Орбисон и Линн. По другой версии выпуск альбома с порядковым третьим номером был просто шуткой музыкантов. Третья версия основана на том, что в связи со смертью Орбисона пластинка группы, в которой тот был одним из основателей, с порядковым номером 2 не должна увидеть свет.
Однажды Харрисон в интервью каналу MTV заявил, что группа записала материал для пластинки под номером 2, но он был украден ещё до окончательного сведения.
В конце 1990-х годов и в начале нового тысячелетия два выпущенных альбома группы были практически недоступны, а новые тиражи не допечатывались. Харрисон, как основной владелец прав на эти альбомы, не давал разрешения на их переиздание вплоть до своей смерти (умер в 2001 году, после многолетней борьбы с карциномой). В июне 2007 года альбомы были перевыпущены в комплекте на двух компакт-дисках и одном DVD. Впервые реклама о них прозвучала из уст Тома Петти во время его шоу на радио; в февральском выпуске журнала «Q» появилось интервью с Джеффом Линном.
В результате переиздания появилось два варианта альбома, который назвали «The Traveling Wilburys Collection». Стандартное издание (в упаковке диджипак) состояло из 2-х компакт-дисков с двумя альбомами, а также DVD с документальным фильмом и клипами. К дискам прилагался 16-страничный буклет. Люксовое издание включало в себя помимо тех же 2-х CD и одного DVD 40-страничный буклет и фотографии музыкантов. В магазине iTunes цифровая версия альбома включает в себя оба альбома с бонус-треками, документалку продолжительностью 24 минут, а также 5 видеоклипов.
Этот релиз удивил всех, когда сразу же стал № 1 в UK Album Charts. Также очень успешно (№ 9) альбом дебютировал и в американском чарте US Billboard 200.

## Состав
В альбоме «Traveling Wilburys Vol. 1» был следующий состав участников:
- Nelson Wilbury — Джордж Харрисон
- Otis Wilbury — Джефф Линн
- Lefty Wilbury — Рой Орбисон
- Charlie T. Wilbury Jr. — Том Петти
- Lucky Wilbury — Боб Дилан

В альбоме «Traveling Wilburys Vol. 3» участниками были:
- Spike Wilbury — Джордж Харрисон
- Clayton Wilbury — Джефф Линн
- Muddy Wilbury — Том Петти
- Boo Wilbury — Боб Дилан

Джим Келтнер, сессионный барабанщик, не был указан в альбоме как один из Wilbury, но он присутствует в некоторых видеоклипах группы. На DVD, который вышел в 2007 году, он получил имя Buster Sidebury. Кроме того, при перезаписи ранее неизданных треков «Maxine» и «Like A Ship» в участниках появилось имя Ayrton Wilbury, которое являлось псевдонимом Дхани Харрисона, сына Джорджа.

## Дискография

### Альбомы
- «Traveling Wilburys Vol. 1» — выпущен 18 октября 1988 года на лейбле Wilbury, через 2 года он был переиздан лейблом Warner Bros.
- «Traveling Wilburys Vol. 3» — выпущен 29 октября 1990 года лейблом Wilbury, а затем и Warner Bros.

### Компиляции
- «The Traveling Wilburys Collection» — выпущен 11 июня 2007 года лейблами Wilbury и Rhino Entertainment.

### Синглы
- «Handle with Care» — выпущен в октябре 1988 года
- «Last Night» — выпущен в декабре 1988 года
- «End Of The Line» — выпущен в феврале 1989 года
- «Heading For The Light» — выпущен в апреле 1989 года
- «Nobody's Child» — выпущен в июне 1990 года
- «She's My Baby» — выпущен в октябре 1990 года
- «Inside Out» — выпущен в январе 1991 года